# (75427) 1999 XK123
1999 أكس كي 123 (ويعرف أيضًا باسم (75427) 1999 أكس كي 123 وفق تسمية الكوكب الصغير) (بالإنجليزية: 1999 XK123)‏ هو كويكب ضمن حزام الكويكبات؛ وترتيبه 75427 من حيث الاكتشاف.
اكتُشف هذا الجُرم الفلكي بواسطة ماسح السماء كاتالينا في 7 ديسمبر 1999.

## وصلات خارجية
- (75427) 1999 XK123 في قاعدة بيانات مختبر الدفع النفاث لأجرام النظام الشمسي الصغيرة

- الاكتشاف · مخطط المدار ·  العناصر المدارية · المعلمات المادية

- (75427) 1999 XK123 على موقع ويكي سكاي: DSS2, SDSS, GALEX, IRAS, Hydrogen α, X-Ray, Astrophoto, Sky Map, Articles and images